# Międzybrodzie Żywieckie
Międzybrodzie Żywieckie is een plaats in het Poolse district  Żywiecki, woiwodschap Silezië. De plaats maakt deel uit van de gemeente Czernichów en telt 1000 inwoners.

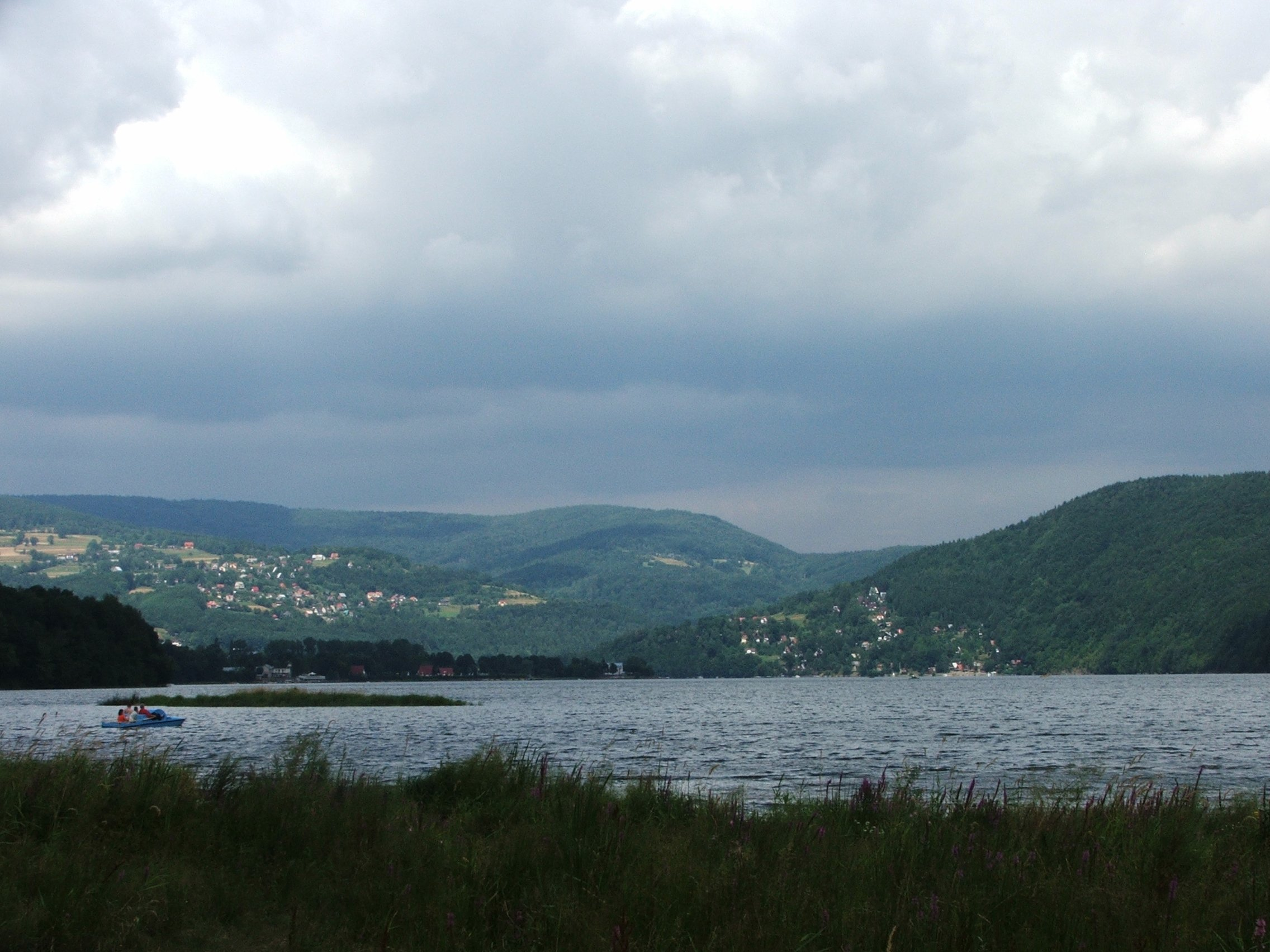
Uitzicht op het meer